# سیارک ۱۴۹۶۲
سیارک ۱۴۹۶۲ (به انگلیسی: 14962 Masanoriabe، نامگذاری:1996TL15)۱۴۹۶۲مین سیارک کشف شده‌است که در ۰۹ اکتبر ۱۹۹۶ کشف شد.